# Arhopala clarissa
Arhopala clarissa är en fjärilsart som beskrevs av Smith 1897. Arhopala clarissa ingår i släktet Arhopala och familjen juvelvingar. Inga underarter finns listade i Catalogue of Life.